# Panasonic 3D Music Studio
『Panasonic 3D Music Studio』（パナソニック・スリーディー・ミュージック・スタジオ）は、パナソニックの制作によりBS朝日で2010年11月1日から2012年9月23日まで放送されていた音楽番組。3Dテレビ放送。全180回。

## 概要
日本初の3D音楽レギュラー番組。また、テレビ朝日系列としても初の3D番組放送。さらに民放キー局系列のBS局としても初めての3D放送番組となる。
2011年10月20日、「第1回 国際3Dアワード2011 Lumiere Japan」（主催：国際3D協会日本部会）にてテレビ部門：番組シリーズ受賞。
パナソニックの一社提供による音楽番組ということでは、かつて日本テレビ系で放送された『ザ・プラチナチケット 〜君のために歌いたい〜』の後継番組にあたる。
収録はすべて3Dハイビジョンで行われている。また、アーティストのパフォーマンスのほか美術製作、照明なども3D用の演出がされている。

### 放送方式
3D映像はサイド・バイ・サイド方式で放送される。このため3D非対応のテレビで視聴した場合、常に画面が左右2分割された状態（右目用と左目用のよく似た映像が左右に表示される）となる。

### 3D映像視聴に関する注意
視聴者の健康への配慮として、本編開始前のオープニングにてナレーションで、これから始まる番組が3D放送であることを告知した後、イラストおよびテロップとともに「テレビから2m以上離れる」「8歳未満のご視聴をお控えください」「ご視聴中、違和感を覚えたら通常モードに戻しましょう」といった注意を呼びかけている。合わせて緊急地震速報など災害情報への対応として「速報スーパーが出た時は通常モードでご確認ください」というスーパーが表示される。その後、3Dモードへの切り替えを促し、通常のテレビでは画面が2つになることを説明して本編がスタートする。本編終了後は再びナレーションで「お手元のリモコンで通常モードにお戻しください」と呼びかけがある。

## 放送日時
時間はいずれも日本標準時(JST)。
- 1stシーズン：2010年11月1日 - 2011年4月1日
月曜日-金曜日 23:50 - 24:00（10分間）
- 2ndシーズン：2011年4月3日 - 2012年3月25日
毎週日曜日 23:45 - 24:00（15分間）
- 3rdシーズン：2012年4月1日 - 9月23日
毎週日曜日 23:45 - 24:00（15分間）

## 内容
- 1 - 2週替わりで1組のアーティストが出演。毎回2、3曲をスタジオで披露する。
- 1stシーズンでは、週替わりで1組のアーティストが出演し、毎回1、2曲をスタジオで披露するのを原則とした。ダイジェスト版の再放送の際は、2日 - 5日替わりで1組のアーティストを取り上げて放送していた。
- 3rdシーズンからは、ナビゲーターとして藤原紀香が、サポートとしてLe Velvetsがレギュラー出演し、ゲストアーティストとのトークも展開される。

## 特別番組
- 『Panasonic 3D Music Studio NEW YEAR SPECIAL』（2011年1月2日 23:00 - 24:00）
これまでの総集編と今後出演予定のアーティストの紹介。3Dテレビを所有していない視聴者の要望に応える形で2Dパート（前半）と3Dパートによる構成。アーティスト10組のパフォーマンスをダイジェスト放映。

## レギュラー出演者
いずれも3rdシーズンより。
- 藤原紀香（ナビゲーター）
パナソニック一社提供の音楽番組としては、日本テレビ系列で放送された2007年と2008年の『HAPPY Xmas SHOW』でも司会を務めた経験がある。
- Le Velvets（サポート）

## スタッフ
- ナレーター：滝川クリステル（1st,2nd）[3]、松本考平（3rd,本編部分）
- 構成：大坪輝央、井上頌ー
- 技術統括：坂下徳彦
- TD:木村義定、麻生拓也、福島諭
- 音声：野尻徳重、山口朗史、松本靖司
- 撮影：内藤一輝
- 照明：谷川富也
- 3D VE：斉藤晶
- デザイン：越野幸栄
- 美術制作：引馬幹晴
- 視覚効果：中山信男
- レーザー：入澤友幸
- 制作進行：三浦久範、長井翔子（以上P&D）
- 編集：片桐孝、佐藤倫子、中村平祐
- MA：比嘉努
- 音効：穂積尚子
- プロデューサー：杉田仁、土倉隆義（以上BS朝日）、渋谷昌暁、武田麻理恵、志倉洋貴（以上パナソニック映像）、鈴木清親（P&D）
- 演出：疋田拓（P&D）
- 美術協力：フジアール
- 制作：パナソニック映像、P&D
- 制作著作：パナソニック

## 放送リスト

### The 1stシーズン
| The 1st season （2010年11月1日 - 2011年4月1日） | The 1st season （2010年11月1日 - 2011年4月1日） | The 1st season （2010年11月1日 - 2011年4月1日） | The 1st season （2010年11月1日 - 2011年4月1日）                                   |
| 回                                              | 放送日                                          | アーティスト                                    | セットリスト                                                                      |
| ----------------------------------------------- | ----------------------------------------------- | ----------------------------------------------- | --------------------------------------------------------------------------------- |
| 2010年                                          |                                                 |                                                 |                                                                                   |
| 1                                               | 11月1日                                         | SPEED                                           | 「S.P.D.」 「Body & Soul」                                                        |
| 2                                               | 11月2日                                         | SPEED                                           | 「ALL MY TRUE LOVE」 「Breakin' out to the morning」                              |
| 3                                               | 11月3日                                         | SPEED                                           | 「ヒマワリ -Growing Sunflower-」 「STEADY」                                       |
| 4                                               | 11月4日                                         | SPEED                                           | 「Still Blowing」 「指環」                                                        |
| 5                                               | 11月5日                                         | SPEED                                           | 「Wake Me Up!」 「White Love」                                                    |
| 6                                               | 11月8日                                         | 稲垣潤一                                        | 「雨のリグレット」 「ドラマティック・レイン」                                     |
| 7                                               | 11月9日                                         | 稲垣潤一                                        | 「246:3AM」 「ロング・バージョン」                                                |
| 8                                               | 11月10日                                        | 稲垣潤一                                        | 「ブルージン・ピエロ」 「世界中の誰よりきっと（duet with 寺田恵子）」             |
| 9                                               | 11月日11                                        | 稲垣潤一                                        | 「夏のクラクション」 「思い出のビーチクラブ」                                     |
| 10                                              | 11月12日                                        | 稲垣潤一                                        | 「オーシャン・ブルー」 「クリスマスキャロルの頃には」                             |
| 11                                              | 11月15日                                        | 坂本冬美                                        | 「アジアの海賊」 「あばれ太鼓」                                                   |
| 12                                              | 11月日16                                        | 坂本冬美                                        | 「螢の提灯」 「夜桜お七」                                                         |
| 13                                              | 11月17日                                        | 坂本冬美                                        | 「祝い酒」 「風に立つ」                                                           |
| 14                                              | 11月18日                                        | 坂本冬美                                        | 「能登はいらんかいね」 「火の国の女」                                             |
| 15                                              | 11月19日                                        | 坂本冬美                                        | 「また君に恋してる」 「ずっとあなたが好きでした」                                 |
| 16                                              | 11月22日                                        | 南こうせつ                                      | 「妹」 「ひとりきり」                                                             |
| 17                                              | 11月23日                                        | 南こうせつ                                      | 「野原の上の雨になるまで」 「思い出にしてしまえるさ」                             |
| 18                                              | 11月24日                                        | 南こうせつ                                      | 「風に吹かれて 再会篇」 「夢一夜」                                                |
| 19                                              | 11月25日                                        | 南こうせつ                                      | 「ギターを鳴らせ」 「マキシーのために」                                           |
| 20                                              | 11月26日                                        | 南こうせつ                                      | 「神田川」 「コンサート・ツアー」                                                 |
| 21                                              | 11月29日                                        | DA PUMP                                         | 「SUMMER RIDER」 「Feelin' Good -It's PARADISE-」                                 |
| 22                                              | 11月30日                                        | DA PUMP                                         | 「ごきげんだぜっ! 〜Nothing But Something〜」 「Crazy Beat Goes On!」             |
| 23                                              | 12月1日                                         | DA PUMP                                         | 「CORAZON」 「Com'on! Be My Girl!」                                               |
| 24                                              | 12月2日                                         | DA PUMP                                         | 「if...」 「Around The World」                                                    |
| 25                                              | 12月3日                                         | DA PUMP                                         | 「Steppin' and Shakin'」 「We can't stop the music」                              |
| 26                                              | 12月6日                                         | 岩崎宏美                                        | 「思秋期」 「あなた」                                                             |
| 27                                              | 12月7日                                         | 岩崎宏美                                        | 「ロマンス」 「万華鏡」                                                           |
| 28                                              | 12月8日                                         | 岩崎宏美                                        | 「虹〜Singer〜」                                                                  |
| 29                                              | 12月9日                                         | 岩崎宏美                                        | 「恋のフーガ」 「黄昏のビギン」                                                   |
| 30                                              | 12月10日                                        | 岩崎宏美                                        | 「LOVE LOVE LOVE」 「聖母たちのララバイ」                                         |
| 31                                              | 12月13日                                        | 谷村新司                                        | 「リメンバー」 「風の暦」                                                         |
| 32                                              | 12月14日                                        | 谷村新司                                        | 「弓の月」 「チャンピオン」                                                       |
| 33                                              | 12月15日                                        | 谷村新司                                        | 「それぞれの秋」                                                                  |
| 34                                              | 12月16日                                        | 谷村新司                                        | 「咲きほこる花のように」 「陽はまた昇る」                                         |
| 35                                              | 12月17日                                        | 谷村新司                                        | 「いい日旅立ち」 「昴～すばる～」                                                 |
| 36                                              | 12月20日                                        | 青山テルマ                                      | 「ONE WAY」 「LET'S PARTY!」                                                      |
| 37                                              | 12月21日                                        | 青山テルマ                                      | 「忘れないよ」 「大っきらい でもありがと」                                        |
| 38                                              | 12月22日                                        | 青山テルマ                                      | 「何度も」 「ママへ」                                                             |
| 39                                              | 12月23日                                        | 青山テルマ                                      | 「Happiness」 「23」                                                              |
| 40                                              | 12月24日                                        | 青山テルマ                                      | 「守りたいもの」 「そばにいるね」                                                 |
| 2011年                                          |                                                 |                                                 |                                                                                   |
| -                                               | 1月2日                                          | Panasonic 3D Music Studio NEW YEAR SPECIAL      | Panasonic 3D Music Studio NEW YEAR SPECIAL                                        |
| 41                                              | 1月3日                                          | BEGIN                                           | 「恋しくて」 「笑顔のまんま」                                                     |
| 42                                              | 1月4日                                          | BEGIN                                           | 「Blowin' in the Wind～ La Bamba～ Stand by Me」（メドレー） 「防波堤で見た景色」 |
| 43                                              | 1月5日                                          | BEGIN                                           | 「竹富島で会いましょう」 「オジー自慢のオリオンビール」                           |
| 44                                              | 1月6日                                          | BEGIN                                           | 「三線の花」 「でーじたらん」                                                     |
| 45                                              | 1日7日                                          | BEGIN                                           | 「島人ぬ宝」 「パーマ屋ゆんた」                                                   |
| 46                                              | 1月10日                                         | 五木ひろし                                      | 「よこはま・たそがれ」 「夜空」 「待っている女」                                  |
| 47                                              | 1月11日                                         | 五木ひろし                                      | 「千曲川」 「ふりむけば日本海」                                                   |
| 48                                              | 1月12日                                         | 五木ひろし                                      | 「おまえとふたり」 「おしろい花」                                                 |
| 49                                              | 1月13日                                         | 五木ひろし                                      | 「細雪」 「長良川艶歌」                                                           |
| 50                                              | 1月14日                                         | 五木ひろし                                      | 「追憶」 「契り」                                                                 |
| 51                                              | 1月17日                                         | 宇崎竜童 + クミコ                               | 宇崎竜童「さよならの向う側」 「知らず知らずのうちに」                             |
| 52                                              | 1月18日                                         | 宇崎竜童 + クミコ                               | 宇崎竜童「イミテイション・ゴールド」 「ロックンロール・ウィドウ」                 |
| 53                                              | 1月19日                                         | 宇崎竜童 + クミコ                               | 宇崎竜童「サクセス」/ 宇崎竜童+クミコ「身も心も」                                 |
| 54                                              | 1月20日                                         | 宇崎竜童 + クミコ                               | クミコ「INORI 〜祈り〜」 「わたしは青空」                                         |
| 55                                              | 1月21日                                         | 宇崎竜童 + クミコ                               | クミコ「わが麗しき恋物語」 「百万本のバラ」                                       |
| 56                                              | 1月24日                                         | 倖田來未                                        | 「UNIVERSE」 「Lollipop」                                                         |
| 57                                              | 1月25日                                         | 倖田來未                                        | 「Bambi」 「Melting」                                                             |
| 58                                              | 1月26日                                         | 倖田來未                                        | 「小さな恋のうた」 「好きで、好きで、好きで。」                                   |
| 59                                              | 1月27日                                         | 倖田來未                                        | 「0時前のツンデレラ」 「逢いたくて」                                              |
| 60                                              | 1月28日                                         | 倖田來未                                        | 「BE MY BABY」 「め組のひと」                                                     |
| 61                                              | 1月31日                                         | 郷ひろみ                                        | 「哀愁のカサブランカ」 「よろしく哀愁」                                           |
| 62                                              | 2月1日                                          | 郷ひろみ                                        | 「哀しみの黒い瞳」 「言えないよ」                                                 |
| 63                                              | 2月2日                                          | 郷ひろみ                                        | 「Look at me」 「愛してる」                                                       |
| 64                                              | 2月3日                                          | 郷ひろみ                                        | 「GOLDFINGER '99」 「男願 Groove!」                                               |
| 65                                              | 2月4日                                          | 郷ひろみ                                        | 「Zeroになれ」 「How many いい顔」 「2億4千万の瞳」                               |

| アンコールセレクション （2011年2月7日 - 2012年4月1日） | アンコールセレクション （2011年2月7日 - 2012年4月1日） | アンコールセレクション （2011年2月7日 - 2012年4月1日） | アンコールセレクション （2011年2月7日 - 2012年4月1日） |
| 回                                                     | 放送日                                                 | アーティスト                                           |                                                        |
| ------------------------------------------------------ | ------------------------------------------------------ | ------------------------------------------------------ | ------------------------------------------------------ |
| 65-69                                                  | 2月7日- 2月11日                                        | SPEED（#65-67）、DA PUMP（#67-69）                     |                                                        |
| 70-74                                                  | 2月14日 - 2月18日                                      | 谷村新司（#70-72）、南こうせつ（#72-74）               |                                                        |
| 75-79                                                  | 2月21日 - 2月25日                                      | 坂本冬美（#75-77）、五木ひろし（#77-79）               |                                                        |
| 80-84                                                  | 2月28日 - 3月4日                                       | 倖田來未                                               |                                                        |
| 85-89                                                  | 3月7日 - 3月11日                                       | 稲垣潤一（#85-87）、岩崎宏美（#87-89）                 |                                                        |
| 90-94                                                  | 3月14日 - 3月18日                                      | 青山テルマ（#90-92）、BEGIN（#92-94）                  |                                                        |
| 95-99                                                  | 3月21日 - 3月25日                                      | 宇崎竜童+ クミコ                                       |                                                        |
| 100-104                                                | 3月28日 - 4月1日                                       | 郷ひろみ                                               |                                                        |

### The 2ndシーズン
| The 2nd season （2011年4月3日 - 2012年3月25日）   | The 2nd season （2011年4月3日 - 2012年3月25日） | The 2nd season （2011年4月3日 - 2012年3月25日）                                                                      | The 2nd season （2011年4月3日 - 2012年3月25日）                                                                      |
| 回                                                | 放送日                                          | アーティスト | セットリスト |
| ------------------------------------------------- | ----------------------------------------------- | --- | --- |
| 105                                               | 4月3日                                          | 夏川りみ | 「涙そうそう」 「愛しい子」 「安里屋ユンタ」                                                                         |
| 106                                               | 4月10日                                         | 夏川りみ | 「ゆりかごのうた」 「この道」 「ソモス・ノビオス～愛の夢」(With 秋川雅史)                                            |
| 107                                               | 4月17日                                         | 石井竜也 | 「MOON RIVER」 「安心の岸辺」 「はなひとひら」                                                                       |
| 108                                               | 4月24日                                         | 石井竜也 | 「夕焼け飛行船」 「蒼の思い出」 「星に願いを〜When You Wish Upon A Star」                                            |
| 109                                               | 5月1日                                          | スターダストレビュー                                                                                                 | 「シュガーはお年頃」 「夢への地図」 「木蘭の涙〜acoustic〜」                                                         |
| 110                                               | 5月8日                                          | スターダストレビュー                                                                                                 | 「夢伝説」 「今夜だけきっと」 「トワイライト・アヴェニュー」                                                         |
| 111                                               | 5月15日                                         | 平原綾香 | 「大きな木の下」 「別れの曲」 「Jupiter」                                                                            |
| 112                                               | 5月22日                                         | 平原綾香 | 「春〜La Primavera!」 「アランフェス協奏曲～Spain」 「威風堂々」                                                     |
| 113                                               | 5月29日                                         | 石井竜也「蒼の思い出」 / 夏川りみ・秋川雅史「ソモス・ノビオス～愛の夢」 / スターダストレビュー「夢への地図」         | 石井竜也「蒼の思い出」 / 夏川りみ・秋川雅史「ソモス・ノビオス～愛の夢」 / スターダストレビュー「夢への地図」         |
| 114                                               | 6月5日                                          | 夏川りみ「愛しい子」 / スターダストレビュー「シュガーはお年頃」 / 石井竜也「愛してる」（※初放送）                    | 夏川りみ「愛しい子」 / スターダストレビュー「シュガーはお年頃」 / 石井竜也「愛してる」（※初放送）                    |
| 115                                               | 6月12日                                         | TUBE | 「夏だね」 「最後のLove Song」 「江ノ島シーキャンドル」                                                              |
| 116                                               | 6月19日                                         | TUBE | 「A Day In The Summer 〜想い出は笑顔のまま〜」 「空と海があるように」 「Rock On The Way」                            |
| 117                                               | 6月26日                                         | 西野カナ | 「Come On Yes Yes Oh Yeah!!」 「君って」 「Esperanza」                                                               |
| 118                                               | 7月3日                                          | 西野カナ | 「Alright」 「Distance」 「Sherie」                                                                                  |
| 119                                               | 7月10日                                         | 石川さゆり | 「越前竹舞い」 「滝の白糸」 「天城越え」                                                                             |
| 120                                               | 7月17日                                         | 石川さゆり | 「酔って候」 「津軽海峡・冬景色」 「緑のふるさと」                                                                   |
| 121                                               | 7月24日                                         | 平原綾香「別れの曲」 / 西野カナ「Esperaza」 / TUBE「RESTART」                                                        | 平原綾香「別れの曲」 / 西野カナ「Esperaza」 / TUBE「RESTART」                                                        |
| 122                                               | 7月31日                                         | TUBU「A Day In The Summer〜思い出は笑顔のまま〜」 / 西野カナ「Alright」 / 石川さゆり「緑のふるさと」                 | TUBU「A Day In The Summer〜思い出は笑顔のまま〜」 / 西野カナ「Alright」 / 石川さゆり「緑のふるさと」                 |
| 123                                               | 8月7日                                          | 石井竜也「夕焼け飛行船」 / TUBE「空と海があるように」 / 夏川りみ「あがろーざ節」（※初放送）                          | 石井竜也「夕焼け飛行船」 / TUBE「空と海があるように」 / 夏川りみ「あがろーざ節」（※初放送）                          |
| 124                                               | 8月14日                                         | TUBE「夏だね」 / 石川さゆり「越前竹舞い」 / 夏川りみ「涙そうそう」                                                   | TUBE「夏だね」 / 石川さゆり「越前竹舞い」 / 夏川りみ「涙そうそう」                                                   |
| 125                                               | 8月21日                                         | 西野カナ「Sherie」 / 石川さゆり「津軽海峡冬景色」 / スターダスト・レビュー「愛の歌」（※初放送）                      | 西野カナ「Sherie」 / 石川さゆり「津軽海峡冬景色」 / スターダスト・レビュー「愛の歌」（※初放送）                      |
| 126                                               | 8月28日                                         | 平原綾香「春〜La Primavera!」 / 西野カナ「if」（※初放送） / 夏川りみ「安里屋ユンタ」                                 | 平原綾香「春〜La Primavera!」 / 西野カナ「if」（※初放送） / 夏川りみ「安里屋ユンタ」                                 |
| 127                                               | 9月4日                                          | 西野カナ「君って」 / 平原綾香「Jupiter」 / スターダスト・レビュー「今夜だけきっと」                                  | 西野カナ「君って」 / 平原綾香「Jupiter」 / スターダスト・レビュー「今夜だけきっと」                                  |
| 128                                               | 9月11日                                         | 平原綾香「威風堂々」 / 石川さゆり「朝花」（※初放送） / スターダスト・レビュー「木蘭の涙」                            | 平原綾香「威風堂々」 / 石川さゆり「朝花」（※初放送） / スターダスト・レビュー「木蘭の涙」                            |
| 129                                               | 9月18日                                         | TUBE「江ノ島シーキャンドル」 / 石井竜也「はなひとひら」 / 石川さゆり「天城越え」                                     | TUBE「江ノ島シーキャンドル」 / 石井竜也「はなひとひら」 / 石川さゆり「天城越え」                                     |
| 130                                               | 9月25日                                         | 石川さゆり「酔って候」 / スターダスト・レビュー「トワイライト・アヴェニュー」 / 平原綾香「JOYFUL JOYFUL」（※初放送） | 石川さゆり「酔って候」 / スターダスト・レビュー「トワイライト・アヴェニュー」 / 平原綾香「JOYFUL JOYFUL」（※初放送） |
| 131                                               | 10月2日                                         | 小林幸子 | 「雪椿」 「約束」 「おんなの酒場」                                                                                   |
| 132                                               | 10月9日                                         | 小林幸子 | 「もしかして」 「恋螢」 「楼蘭」                                                                                     |
| 133                                               | 10月16日                                        | 倉木麻衣 | 「Love, Day After Tomorrow」 「Your Best Friend」 「always」                                                         |
| 132                                               | 10月23日                                        | 倉木麻衣 | 「Stand Up」 「Secret of my heart」 「あなたがいるから」                                                             |
| 133                                               | 10月30日                                        | AAA | 「CALL」 「逢いたい理由」 「MUSIC!!!」                                                                               |
| 134                                               | 11月6日                                         | AAA | 「負けない心」 「Belive own way」 「Charge & Go!」                                                                   |
| 135                                               | 11月13日                                        | PUFFY | 「SWEET DROPS」 「アジアの純真」 「渚にまつわるエトセトラ」                                                          |
| 136                                               | 11月20日                                        | PUFFY | 「これが私の生きる道」 「誰かが」 「R.G.W」                                                                          |
| 137                                               | 11月27日                                        | JAMOSA「もしも願いが叶うなら」 / Alice「moving on」 / 初音「紡ぎ〜あまねく想い〜」                                   | JAMOSA「もしも願いが叶うなら」 / Alice「moving on」 / 初音「紡ぎ〜あまねく想い〜」                                   |
| 138                                               | 12月4日                                         | Crystal Kay「Superman」 / 初音「つよがりソレイユ」 / JAMOSA「Together」                                              | Crystal Kay「Superman」 / 初音「つよがりソレイユ」 / JAMOSA「Together」                                              |
| 139                                               | 12月11日                                        | AAA「負けない心」 / 小林幸子「雪椿」 / 倉木麻衣「Secret of my heart」                                                | AAA「負けない心」 / 小林幸子「雪椿」 / 倉木麻衣「Secret of my heart」                                                |
| Special program （2011年12月18日 - 2012年1月8日） |                                                 | | |
| 144                                               | 1月15日                                         | 川中美幸 | 「ふたり酒」 「遣らずの雨」 「ちょうちんの花」                                                                       |
| 145                                               | 1月22日                                         | 川中美幸 | 「二輪草」 「おんなの一生〜汗の花〜」 「花ぼうろ〜霧氷の宿〜」                                                       |
| 146                                               | 1月29日                                         | AAA「MUSIC!!!」 / 小林幸子「楼蘭」 / PUFFY「渚にまつわるエトセトラ」                                                 | AAA「MUSIC!!!」 / 小林幸子「楼蘭」 / PUFFY「渚にまつわるエトセトラ」                                                 |
| 147                                               | 2月5日                                          | PUFFY「SWEET DROPS」 / JAMOSA「何かひとつ」 / 川中美幸「花ぼうろ〜霧氷の宿〜」                                       | PUFFY「SWEET DROPS」 / JAMOSA「何かひとつ」 / 川中美幸「花ぼうろ〜霧氷の宿〜」                                       |
| 148                                               | 2月12日                                         | 倉木麻衣「Stand Up」 / 初音「紡ぎ〜あまねく想い〜」 / 川中美幸「遣らずの雨」                                         | 倉木麻衣「Stand Up」 / 初音「紡ぎ〜あまねく想い〜」 / 川中美幸「遣らずの雨」                                         |
| 149                                               | 2月19日                                         | AAA「CALL」 / JAMOSA「Together」 / 川中美幸「ふたり酒」                                                              | AAA「CALL」 / JAMOSA「Together」 / 川中美幸「ふたり酒」                                                              |
| 150                                               | 2月26日                                         | PUFFY「これが私の生きる道」 / AAA「Change ＆ Go!」 / 倉木麻衣「Love,Day After Tomorrow」                             | PUFFY「これが私の生きる道」 / AAA「Change ＆ Go!」 / 倉木麻衣「Love,Day After Tomorrow」                             |
| 151                                               | 3月4日                                          | PUFFY「アジアの純真」 / AAA「逢いたい理由」 / 小林幸子「恋の駆け引き」                                               | PUFFY「アジアの純真」 / AAA「逢いたい理由」 / 小林幸子「恋の駆け引き」                                               |
| 152                                               | 3月11日                                         | 小林幸子「約束」 / AAA「Believe own way」 / 初音「つよがりソレイユ」                                                 | 小林幸子「約束」 / AAA「Believe own way」 / 初音「つよがりソレイユ」                                                 |
| 153                                               | 3月18日                                         | PUFFY「誰かが」 / Alice「moving on」 / 川中美幸「女 泣き砂 日本海」                                                  | PUFFY「誰かが」 / Alice「moving on」 / 川中美幸「女 泣き砂 日本海」                                                  |
| 154                                               | 3月25日                                         | 倉木麻衣「Your Best Friends」 / JAMOSA「もしも願いが叶うなら」 / 小林幸子「恋螢」                                    | 倉木麻衣「Your Best Friends」 / JAMOSA「もしも願いが叶うなら」 / 小林幸子「恋螢」                                    |

| Special program （2011年12月18日 - 2012年1月8日） | Special program （2011年12月18日 - 2012年1月8日） | Special program （2011年12月18日 - 2012年1月8日）                                                           | Special program （2011年12月18日 - 2012年1月8日）                                                           |
| 回                                                | 放送日                                            | アーティスト                                                                                                | セットリスト                                                                                                |
| ------------------------------------------------- | ------------------------------------------------- | --- | --- |
| 140                                               | 12月18日                                          | 平原綾香「JOYFUL JOYFUL」 / 郷ひろみ「Look At Me 〜 Goldfinger2001」 / 倖田來未「BE MY BABY 〜 め組のひと」 | 平原綾香「JOYFUL JOYFUL」 / 郷ひろみ「Look At Me 〜 Goldfinger2001」 / 倖田來未「BE MY BABY 〜 め組のひと」 |
| 141                                               | 12月25日                                          | SPEED「White Love」 / 稲垣潤一「クリスマスキャロルの頃には」 / 石井竜也「When You Wish Upon A Star」        | SPEED「White Love」 / 稲垣潤一「クリスマスキャロルの頃には」 / 石井竜也「When You Wish Upon A Star」        |
| 142                                               | 1月1日                                            | AAA「Heart and Soul」 / PUFFY「欲望」 / 倉木麻衣「Time after time」                                         | AAA「Heart and Soul」 / PUFFY「欲望」 / 倉木麻衣「Time after time」                                         |
| 143                                               | 1月8日                                            | Crystal Kay「Superman」 / 石川さゆり「津軽海峡・冬景色」 / 石井竜也「愛してる」                             | Crystal Kay「Superman」 / 石川さゆり「津軽海峡・冬景色」 / 石井竜也「愛してる」                             |

### The 3rdシーズン
| The 3rd season （2012年4月1日 - 2012年9月23日） | The 3rd season （2012年4月1日 - 2012年9月23日） | The 3rd season （2012年4月1日 - 2012年9月23日）                                   | The 3rd season （2012年4月1日 - 2012年9月23日）                                   |
| 回                                              | 放送日                                          | アーティスト                                                                      | セットリスト                                                                      |
| ----------------------------------------------- | ----------------------------------------------- | --------------------------------------------------------------------------------- | --------------------------------------------------------------------------------- |
| 155                                             | 4月1日                                          | 加藤ミリヤ                                                                        | 「RAINBOW」 「勇者たち」                                                          |
| 156                                             | 4月8日                                          | 加藤ミリヤ                                                                        | 「ROMAN」 「Aitai」                                                               |
| 157                                             | 4月15日                                         | 八神純子                                                                          | 「さくら証書」 「みずいろの雨」                                                   |
| 158                                             | 4月22日                                         | 八神純子                                                                          | 「パープルタウン 〜You Oughta Know By Now〜」 「Mr.ブルー 〜私の地球〜」          |
| 159                                             | 4月29日                                         | 藤あや子                                                                          | 「紅い糸」 「雪 深深」                                                            |
| 160                                             | 5月6日                                          | 藤あや子                                                                          | 「WOMAN」 「わすれない」                                                          |
| 161                                             | 5月13日                                         | 加藤ミリヤ                                                                        | #155の再放送                                                                      |
| 162                                             | 5月20日                                         | 加藤ミリヤ                                                                        | #156の再放送                                                                      |
| 163                                             | 5月27日                                         | 八神純子                                                                          | #157の再放送                                                                      |
| 164                                             | 6月3日                                          | 八神純子                                                                          | #158の再放送                                                                      |
| 165                                             | 6月10日                                         | 藤あや子                                                                          | #159の再放送                                                                      |
| 166                                             | 6月17日                                         | 藤あや子                                                                          | #160の再放送                                                                      |
| 167                                             | 6月24日                                         | 鈴木雅之                                                                          | 「恋人」 「THE CODE 〜暗号〜」                                                    |
| 168                                             | 6月31日                                         | 鈴木雅之                                                                          | 「SPY」 「ガラス越しに消えた夏」                                                  |
| 169                                             | 7月8日                                          | 藤井フミヤ                                                                        | 「TRUE LOVE」 「Life is Beautiful」                                               |
| 170                                             | 7月15日                                         | 藤井フミヤ                                                                        | 「Another Orion」 「なんかいいこと」                                              |
| 171                                             | 7月22日                                         | 渡り廊下走り隊7                                                                   | 「初恋ダッシュ」 「少年よ 嘘をつけ!」                                             |
| 172                                             | 7月29日                                         | 渡り廊下走り隊7                                                                   | 「希望山脈」 「完璧ぐ〜のね」                                                     |
| 173                                             | 8月5日                                          | 鈴木雅之                                                                          | #167の再放送                                                                      |
| 174                                             | 8月12日                                         | 鈴木雅之                                                                          | #168の再放送                                                                      |
| 175                                             | 8月19日                                         | 藤井フミヤ                                                                        | #169の再放送                                                                      |
| 176                                             | 8月26日                                         | 藤井フミヤ                                                                        | #170の再放送                                                                      |
| 177                                             | 9月2日                                          | 渡り廊下走り隊7                                                                   | #171の再放送                                                                      |
| 178                                             | 9月9日                                          | 渡り廊下走り隊7                                                                   | #172の再放送                                                                      |
| 179                                             | 9月16日                                         | 加藤ミリヤ「RAINBOW」 / 藤あや子「雪 深深」 / 八神純子「パープルタウン」          | 加藤ミリヤ「RAINBOW」 / 藤あや子「雪 深深」 / 八神純子「パープルタウン」          |
| 180                                             | 9月23日                                         | 鈴木雅之「恋人」 / 渡り廊下走り隊7「完璧ぐ〜のね」 / 藤井フミヤ「なんかいいこと」 | 鈴木雅之「恋人」 / 渡り廊下走り隊7「完璧ぐ〜のね」 / 藤井フミヤ「なんかいいこと」 |

## 関連番組
- ザ・プラチナチケット 〜君のために歌いたい〜
- パナソニックスペシャル